# Haus des Meeres
La Haus des Meeres (HdM, en français : Maison de la Mer) est un aquarium public situé à Vienne, en Autriche. Il se trouve dans le parc Esterhazy, au centre du quartier de Mariahilf. La Haus des Meeres abrite plus de dix mille êtres aquatiques sur une superficie d'environ 4000 mètres carrés à l'intérieur d'une haute tour anti-aérienne en béton construite pendant la Seconde Guerre mondiale. En 2012, la Maison de la Mer a attiré un nombre record de 650 000 visiteurs. 
La Haus des Meeres est gérée par Aqua Terra Zoo, une organisation privée à but non lucratif qui, selon son site Internet, ne reçoit qu'un soutien financier marginal de la part des autorités municipales. Toutefois, les frais d'entretien de l'ancienne tour anti-aérienne sont à la charge du contribuable,.

## Origine
Le premier aquarium public d'eau de mer de Vienne a été ouvert en 1860 par Gustav Jäger. L'aquarium de Jäger, comme ses contemporains, reposait sur un apport régulier d'eau de mer naturelle. Cela devient réalité en 1854 avec la construction du chemin de fer du Semmering reliant Vienne à la côte méditerranéenne. Après deux années d'expérimentation avec de petits réservoirs d'eau de mer, Jäger a construit un grand aquarium destiné à être exposé au public. Il décrit les sentiments des contemporains confrontés au monde sous-marin inconnu : « Le visiteur pour la première fois... ne peut pas contenir son excitation intérieure. Sa curiosité est si grande qu'il peut à peine profiter du moment ». Malgré tout, l'aquarium représentait une perte financière et Jäger dut le fermer après quatre ans d'exploitation.
La tour en béton abritant l'aquarium actuel a été érigée comme tour de DCA (Flakturm) entre octobre 1943 et juillet 1944. La tour mesure 47 mètres de hauteur, et son volume brut, y compris les vastes fondations, atteint 55 000 mètres cubes,. En 1944, elle fut couronnée d'un dôme radar Würzburg : en cas de menace imminente de raid aérien, le radar pouvait être descendu dans un puits en béton d'une hauteur de 3,5 mètres dans les murs de béton épais,. Après la guerre, la tour du parc Esterhazy fut temporairement utilisée comme hôtel avec 38 chambres dans un bunker, puis transformée en caserne de pompiers.

## Histoire

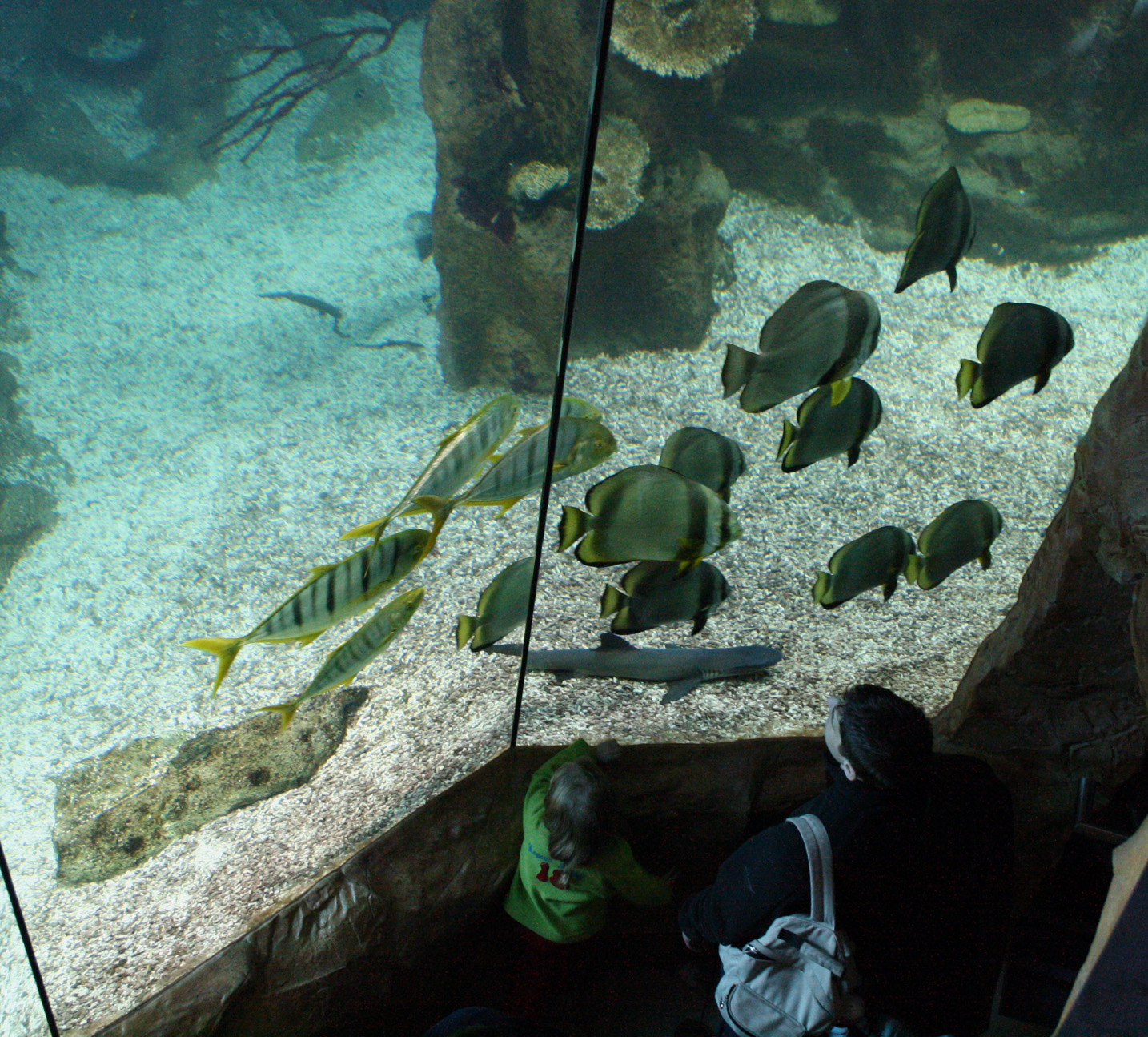
Le gravier qui recouvre le fond des nouveaux aquariums a été recyclé à partir de décombres de béton.

Dans les années 1960, la partie souterraine du bunker était utilisée comme auberge de jeunesse, nommée Stadtherberge Esterhazypark.
Des volontaires s'installèrent dans la tour en novembre 1957. Le rez-de-chaussée et les bunkers furent alors occupés par les pompiers, ce qui ne laissa qu'un étage et demi pour l'exposition. Le reste de la tour était rempli de débris et ouvert aux éléments. Petit à petit, l’aquarium s’agrandit sur les étages vides. Finalement, lorsque l'aquarium s'est agrandi sur six étages, les pompiers ont quitté les bâtiments et le personnel de l'aquarium a finalement été autorisé à débarrasser le sous-sol des reliques de guerre.
En 1991, le bâtiment a été couronné d'une boîte légère enveloppante avec le slogan Smashed to Pieces. In the Still of the Night (en anglais et allemand), un mémorial contre la guerre et le fascisme conçu par Lawrence Weiner. Finalement, cela est devenu un obstacle aux projets d’expansion. Les autorités de la ville étaient divisées quant à savoir si l'œuvre de Weiner était un panneau d'affichage jetable ou un élément du patrimoine artistique, mais en 2005, ce dernier point de vue l'a emporté et la ville a pris en charge ses coûts d'entretien. L'ancien ascenseur, installé en 1944, a fonctionné sans panne jusqu'en 1997. Il a été remplacé lors d'une vaste rénovation qui a permis l'ouverture de trois nouveaux étages (7, 8 et 9). Les ailes de verre abritant les reptiles et les oiseaux tropicaux ont été ajoutées en 2000 et 2007. Depuis 2010, la tour abrite dix étages aménagés au-dessus du sol ainsi qu'un toit-terrasse touristique ouvert. Le dixième étage, qui recrée une chambre forte de contrôle de la tour anti-aérienne, abrite des expositions sur la Seconde Guerre mondiale et est ouvert uniquement le week-end, sur réservation. L'agrandissement a eu un effet secondaire : la ville de Vienne a rayé la tour « dégradée » de la liste des monuments protégés mais a imposé la préservation du panneau d'affichage de Weiner.

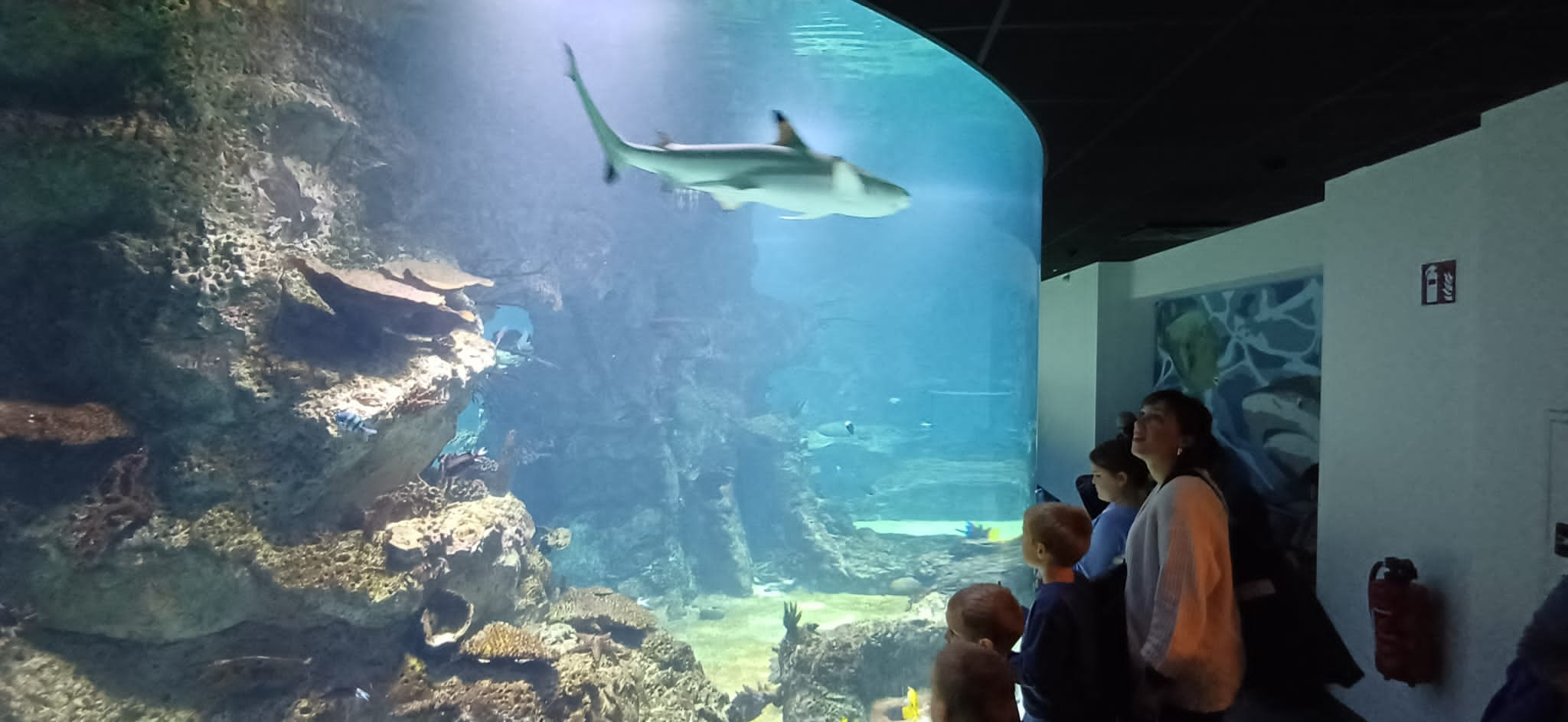
Bassin à poissons dans la Haus des Meeres à Vienne, Autriche

En 2007, la Haus des Meeres a installé son plus grand réservoir pour requins, de 300 000 litres. Le 7 mai, l'aquarium a transféré six requins de récif à pointes noires adultes, sous sédatifs, vers le nouveau bassin. Tous les requins sont morts quelques heures après leur réveil. L'autopsie a révélé une hémorragie interne mortelle attribuée au stress. Les quatre requins de remplacement de la même espèce, livrés le mois suivant, ont survécu sans dommages. Le gravier recouvrant le fond du réservoir a été recyclé à partir du béton de la Seconde Guerre mondiale qui a été démoli lors de l'agrandissement. Il est visible sur le timbre commémoratif de 55 centimes d'euro « 50 Ans de la Haus des Meeres » émis par la poste autrichienne en 2007,.
La crise financière mondiale de 2007-2008 a provoqué une chute brutale de la fréquentation des musées d'art viennois. La Haus des Meeres, au contraire, attire chaque année un nombre croissant de visiteurs : 258 000 en 2007, 336 000 en 2008, 353 000 en 2009. En 2009, elle s'est hissée au dixième rang dans la liste des attractions touristiques de Vienne classées par vente de billets, malgré une augmentation significative du prix des billets.

## Plans d'expansion
La poursuite de l'expansion et la propriété de la tour sont une question controversée. La propriété appartient à la ville de Vienne, qui prend en charge les frais d'entretien et est déterminée à se débarrasser du fardeau financier. En 2008, la ville a proposé de vendre la tour à un investisseur extérieur et a approuvé le projet de construire un hôtel privé au sommet de la tour anti-aérienne. Les habitants de Mariahilf se sont vivement opposés à ces projets. La Haus des Meeres elle-même souhaitait conserver ses droits d'agrandissement vers le haut. Elle a proposé de construire trois nouveaux étages d'espaces d'expositions à l'intérieur d'une capsule entièrement en verre en forme de raie manta. Depuis 2010, ces deux projets ont été annulés. La Haus des Meeres a reçu un vote de confiance des riverains mais a dû choisir une solution moins radicale. Le projet d'agrandissement de six millions d'euros, prévu pour 2011, ajoutera un aquarium d'un million de litres et un restaurant en plein air. Les autorités municipales sont prêtes à envisager la vente du bâtiment à la Haus des Meeres, à condition que le nouveau propriétaire préserve les œuvres de Weiner et prenne en charge la facture d'entretien auprès des contribuables.